# SPガールズ
SPガールズ（エスピーガールズ）は、コンピュータゲーム『センチメンタルプレリュード』に出演したヒロイン役の女性声優12人で構成されたユニット。
組織の構成は後述の通り。
ただし、ヒロイン役の声優14名のうち、峯香織（高倉宏美役）と山戸恵（麻生樹役）の2名はメンバーに含まれておらず、SGガールズと同様に12人で構成されている。

## 概要
『センチメンタルグラフティ2』の興業に失敗した制作陣が『センチメンタルグラフティ』の原作者である大倉らいたを復帰させ、背水の陣で臨んだ「センチ」シリーズの第三弾として企画されたのが『センチメンタルプレリュード』である。物語の時代背景を『センチメンタルグラフティ』の2年前（すなわち『センチメンタルグラフティ』のゲーム本編の主人公にあたる少年やヒロインが高校1年の時）と設定。それに伴い、ヒロインと担当声優も一新され、新たに出演することになった女性声優14人のうち、上述の2名の除く12人で構成されたユニットが「SPガールズ」となった。ただし、当ユニットの母体であるゲーム『センチメンタルプレリュード』はゲームと原作小説の販売に留まっており、グッズ販売やコンサートイベントのような興業はほぼ行われなかった。そのため、SGガールズのような明文化されたユニットではなく、知名度も極めて低い。

## メンバー
ゲーム本編に登場するヒロインの人数は14人だが、ユニットを構成するメンバーは14名ではなく、SGガールズと同じく12名で構成されている。
『センチメンタルグラフティ』は青二プロダクションが制作協賛企業だったため、青二プロダクションに所属する声優および後に所属することになる声優が選ばれていたが、本作ではメンバーに加入していない2名も含め、主にマウスプロモーション（旧・江崎プロダクション）に所属する声優が選ばれている。ただし、ヒロインの中でも物語の中心となる仁科あゆみ・篠原さおり・長瀬藍子を担当した堀江由衣・松来未祐・今井麻美はマウスプロモーションの所属声優ではない。その他のメンバーの中でマウスプロモーション以外の所属声優は青二プロダクション所属の白石涼子のみである。
- 堀江由衣（仁科あゆみ役）
- 松来未祐（篠原さおり役）
- 今井麻美（永瀬藍子役）
- 浅野るり（二ノ宮遥役）
- 白石涼子（橘なつみ役）
- 氷上恭子（長谷川聡美役）
- 小暮英麻（白石みお役）
- 増田ゆき（綾崎操役）
- 浅井清己（綾崎雛乃役）
- 高森奈緒（綾崎静音役）
- 松崎史子（山下杏子役）
- 木川絵理子（結城さな役）

## リーダー制
SGガールズと同じく、誰がリーダーだという取り決めはない。

## 名称
「SPガールズ」という名称の「SP」は「Sentimental Prelude」の頭文字から取られたものであり、そのヒロイン役を担当する女性声優陣という意味であるため、命名方法もSGガールズと同様である。このユニット名は公式の名称であり、実際に「SPガールズ」名義でテーマソング『想い出がいっぱい』を歌っている。

## ディスコグラフィ
| 発売日        | 商品名                                      | 歌                                                                   | 楽曲                 | 備考                                                   |
| ------------- | ------------------------------------------- | -------------------------------------------------------------------- | -------------------- | ------------------------------------------------------ |
| 2004年11月3日 | センチメンタルプレリュード サウンドトラック | 仁科あゆみ（堀江由衣）、篠原さおり（松来未祐）、永瀬藍子（今井麻美） | 「風のささやき」     | ゲーム『センチメンタルプレリュード』オープニングテーマ |
| 2004年11月3日 | センチメンタルプレリュード サウンドトラック | SPガールズ                                                           | 「想い出がいっぱい」 | ゲーム『センチメンタルプレリュード』エンディングテーマ |